# Уорд, Майкл (блюзмен)
 Майкл «Мадкэт» Уорд (англ. Michael «Mudcat» Ward; род. 1954, Льюистон, Мэн, США) — американский блюзовый бас-гитарист, пианист, певец, автор песен. Лауреат Blues Music Awards в категории «Блюзовый бас-гитарист» (2018, 2020), 14-кратный номинант в той же категории (2001, 2006, 2008, 2012, 2015—2017, 2019, 2021—2025). . Брат блюзового гитариста Питера Уорда.

## Биография
Майкл Уорд родился в Льюистоне, штат Мэн в 1954 году в музыкальной семье: мать играла на классическом пианино, а отец играл на джазовом пианино и тромбоне в маршевых оркестрах. В детстве брал уроки игры на фортепиано, как вспоминал музыкант «я на самом деле не учился читать (ноты), но я мог запомнить всё, чему она [учительница] учила», и учительница отметила что ему стоит возможно заняться джазом . В конечно итоге Майкл Уорд хотел стать пианистом и купил электропианино Hohner. В 1969 году посетил фестиваль в Вудстоке, концерт Jimi Hendrix Experience, но ему больше нравилось бывать на концертах блюзовых исполнителей:  Бадди Гая, Мэджика Сэма, Чарли Масселуайта, Джуниора Уэллса.  
В 1969 году пошёл в старшую школу Phillips Exeter, где обнаружил блюзовую группу. Но в ней уже был пианист, и Майкл Уорд, заложив пианино в ломбард, купил бас-гитару, и в следующий выходной уже выступал в составе группы . После окончания старшей школы учился в колледже Хэмпшир в Амхёрсте, Массачусетс, затем получал степень магистра в Университете Тафтса в Медфорде, Массачусетс. После окончания колледжа познакомился с Ронни Эрлом, с которым они создали группу The Speakeasy, которая выступала в одноимённом клубе.
В 1979 году у Майкла Уорда появилось прозвище «Mudcat» (или Mud или Cat), которое он сам себе выбрал. Слово «mudcat» в прямом значении обозначает один из видов сомов, живущих в Миссисипи, в более широком смысле — любой сом, обитающий в мутной воде; также сленговое прозвище уроженца или жителя штата Миссисипи. Сам музыкант сказал, что: «Кажется, это подходящее и респектабельное прозвище для басиста, который держится за дно». В 1979 году вместе с Ронни Эрлом, Шуга Рэем Норча, Энтони Джерачи и Нилом Гувином, стал создателем группы Sugar Ray and the Bluetones, которая выступает по сей день, и в составе которой Майкл Уорд провёл более четырёх десятилетий, являясь не только басистом группы, но и автором песен . С момент основания группы, она стала давать всё больше и больше концертов, а затем регулярно записываться и гастролировать.  В 1980 году перешёл с бас-гитары на контрабас, и с тех пор в основном играет на нём .  
Во время своей карьеры Мадкэт записывался с впечатляющим количеством музыкантов как сайдмен. Впервые он записался на релизе Уолтера Хорнета, а неполный список тех, для кого сыграл Уорд, включает в себя таких музыкантов как Рузвельт Сайкс, Лейзи Лестер, Чарли Масселуайт, Дэвид Ханибой Эдвардс, Снуки Прайор, Кэри Белл, Ирма Томас, Билли Бранч, Ким Уилсон, Джимми Вон, Вилли «Большие Глаза» Смит, Чак Берри, Скримин Джей Хокинс, Мария Малдор, Джон Хаммонд, Джерри Портной, Эдди «Клинхед» Уинсон, Роберт Локвуд-младший, Билли Бой Арнольд, Левон Хелм, Джимми Роджерс, Кит Ричардс, Эрик Клэптон, Рори Блок, Эрик Бибб, Дьюк Робиллард, Боб Марголин, Дж. Гейлс, Зора Янг, Ван Моррисон, Джимми МакГрифф и Джей Макшенн. Список музыкантов, который Мадкэт Уорд поддерживал на сцене, гастролируя по всему миру, намного больше. 
В 2021 году выпустил свой пока единственный сольный альбом, который помогли записать в частности Деннис Бреннен, Монстр Майк Уэлч, Эрик Бибб, Шуга Рэй Норча .
Автор книги, биографии двукратного победителя Бостонского марафона Эллисона «Тарзана» Брауна, опубликованной в 2006 году .
«Мадкэт — один из великих исполнителей на „струнном басе“. У него свой стиль — мощный и „за ритмом“…Музыка Мадкэта традиционна. Он играет чикагский, суровый стиль блюза Новой Англии, который он и его друзья разработали» .
«Его фирменный, основанный на традиционной музыке подход и тон, как на акустическом контрабасе, так и на бас-гитаре Fender, изящно поддерживали многих исполнителей рутс-музыки на протяжении многих лет» 

## Дискография (сольная)
- 2021: Michael «Mudcat» Ward (выпущен самостоятельно )